# Campionato svedese di calcio a 5
La Svenska Futsalligan è la massima competizione svedese di calcio a 5. È organizzata dalla Svenska Fotbollförbundet.

## Storia
Sebbene un torneo nazionale si disputasse regolarmente già dal 2006, valevole inoltre per la qualificazione alla Coppa UEFA, il campionato svedese viene gestito direttamente dalla federazione calcistica solamente dal 2014. Fino alla stagione 2017-18 era articolato in due gironi che mettevano in palio, alle prime quattro classificate di entrambi, l'accesso alla fase finale. Il campionato ha adottato una formula a girone unico che prevede la disputa dei play-off per l'assegnazione del titolo a partire dalla stagione 2018-19.

## Albo d'oro

### Edizioni non ufficiali
- 2006:  Skövde AIK (1)
- 2006-2007:  Skövde AIK (2)
- 2007-2008:  Skövde AIK (3)
- 2008-2009:  Skövde AIK (4)
- 2009-2010:  Vimmerby (1)

- 2010-2011:  Falcão Stoccolma (1)
- 2011-2012:  Ibra Göteborg (1)
- 2012-2013:  Göteborg (1)
- 2013-2014:  Malmö City (1)

### Edizioni ufficiali
- 2014-2015:  Göteborg (1)
- 2015-2016:  Göteborg (2)
- 2016-2017:  Uddevalla (1)
- 2017-2018:  Uddevalla (2)
- 2018-2019:  Uddevalla (3)

- 2019-2020:  Hammarby (1)
- 2020-2021:  Hammarby (2)
- 2021-2022:  Örebro (1)
- 2022-2023:  Örebro (2)
- 2023-2024:  Uddevalla (4)